# Amerikaanse buisjesspons
De Amerikaanse buisjesspons (Chalinula loosanoffi) is een sponssoort in de taxonomische indeling van de gewone sponzen (Demospongiae). Het lichaam van de spons bestaat uit kiezelnaalden en sponginevezels, en is in staat om veel water op te nemen. De spons behoort tot het geslacht Chalinula en behoort tot de familie Chalinidae. De wetenschappelijke naam van de soort werd, als Haliclona loosanoffi, voor het eerst geldig gepubliceerd in 1958 door Hartman.